# ایبسون (بازیکن فوتبال)
ایبسون (به پرتغالی: Ibson Barreto da Silva) هافبک اهل برزیل است که در شهر نیتروی و در تاریخ ۷ نوامبر ۱۹۸۳ به دنیا آمده‌است.ایبسون در طول دوران حرفه ای خود موفق به زدن ۳۰ گل شده است.
ایبسون در تیم‌های فوتبال فلامینگو سابقهٔ حضور دارد.